# Krankenhaus Diakovere Henriettenstift
Das Krankenhaus der Henriettenstiftung gehört zu den ältesten Krankenhäusern in Hannover. Die Hauptgebäude stehen an der Marienstraße in der Südstadt.
Das Krankenhaus der Henriettenstiftung war Mitglied im Diakonischen Werk in Niedersachsen und gehört seit dem 1. Januar 2016 zum Konzern Diakovere.

## Geschichte

### Stiftsgeschichte

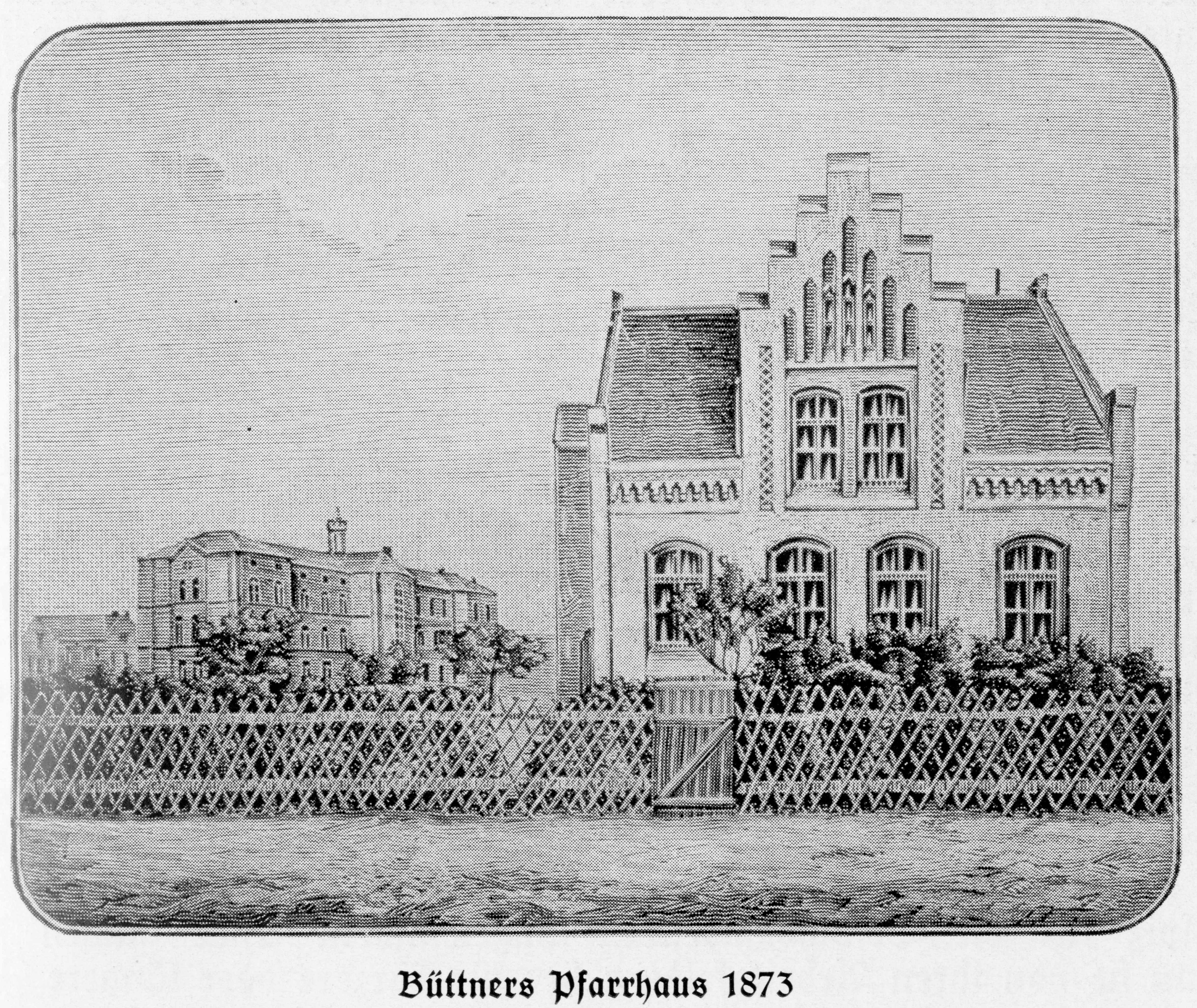
Holzstich des ab 1873 von dem Pfarrer Johannes Samuel Büttner bewohnten Pfarrhauses in der Sallstraße 19; im Hintergrund das Henriettenstift am Misburger Damm

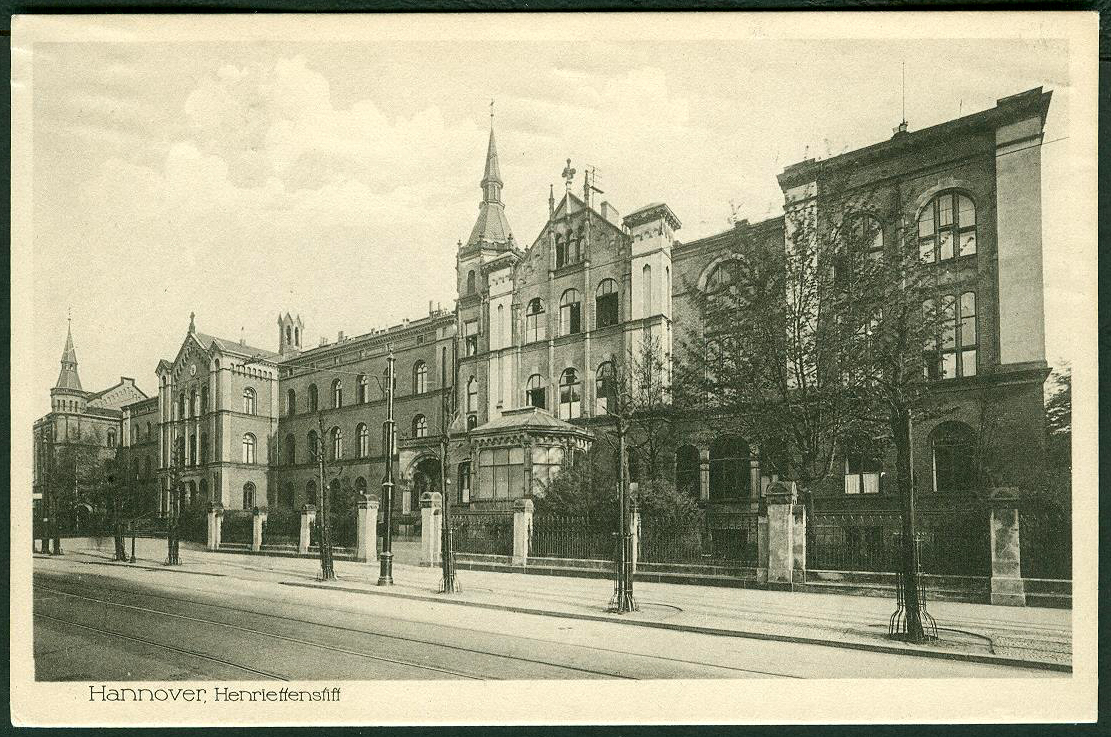
Hauptfassade entlang des Misburger Dammes, heute Marienstraße, um 1920;
Ansichtskarte, Verlag Carl Thies Nflg.

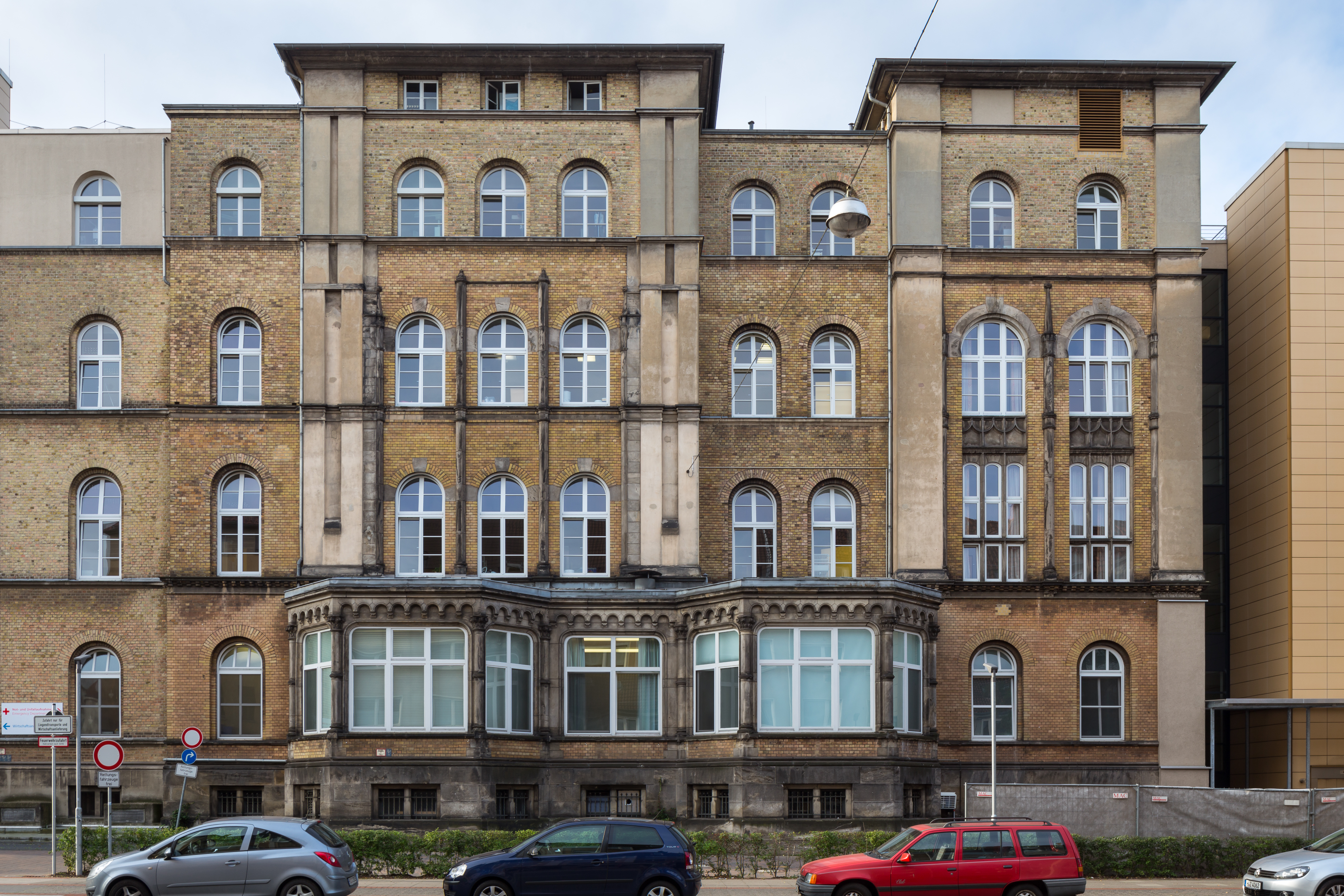
Heutige Fassade (Ausschnitt)

Auf Initiative von Königin Marie von Hannover wurde das Stift am 1. Juli 1859 gegründet. Der Name des Henriettenstifts ehrt die Großmutter Maries, Prinzessin Henriette von Nassau-Weilburg (1780–1857), aus deren Nachlass das Stiftungskapital entstammt. Ziel der Stiftung war der Bau einer Diakonissenanstalt mit angeschlossenem Krankenhaus sowie die Ausbildung von Krankenschwestern.
Das ursprüngliche Stiftsgebäude entstand in der Wilhelmstraße (mit 20 Betten) und wurde am 27. Juli 1860 eingeweiht. Erste Oberin wurde Emmy Danckwerts, während Gerhard Uhlhorn die geistliche Leitung übernahm. Anfangs genügten drei Diakonissen zur Pflege der Patienten. Doch schon 1860/1861 mussten zeitgleich 74 Patienten versorgt werden, das Personal wurde auf sechs Schwestern und zwei Schülerinnen aufgestockt.
Aus Platzgründen wurde bereits 1861–1863 ein Stiftsneubau mit 100 Betten am Misburger Damm 7 (heute: Marienstraße 80) errichtet. 1863 wurde Theodor Lindemann erster Ärztlicher Direktor des Henriettenstifts; 1866 wurde Anna Forcke als Nachfolgerin der verstorbenen Emmy Danckwerts Oberin des Henriettenstifts.
1867 wurde die Tochteranstalt Bethesda in Kirchrode zunächst als Schule, dann als Pflegestation für weibliche Kranke errichtet. Während 1869 noch 44 Schwestern im Stammhaus oder Filialhäusern tätig waren, zählte die Schwesternschaft gegen Ende des 19. Jahrhunderts 300. Bald verzweigte sich das Filialnetz durch Gründung, Übernahme oder Ausbau über ganz Niedersachsen: 1909 zählten 50 Krankenhäuser, fünf Kinderkrankenhäuser, neun Alters- und etliche Erholungsheime, Krippen, Kindergärten sowie Industrie- und Haushaltsschulen zur Henriettenstiftung.
Nach dem Zweiten Weltkrieg wurden nach und nach zahlreiche Filialen aufgegeben und eine Standortbeschränkung auf Hannover mit heute 15 Kliniken und Abteilungen vorgenommen. Neben dem Haupthaus in der Marienstraße ist der Standort im Stadtteil Kirchrode mit Kliniken und Einrichtungen der Altenpflege von Bedeutung. 2006 hatte das Henriettenstift rund 1.600 Mitarbeiter, es wurden rund 35.000 Patienten ambulant und 20.000 stationär behandelt. In den Alteneinrichtungen der Stiftung lebten zugleich rund 500 Senioren.
Um in einem wettbewerbsorientierten Gesundheitssystem zukunftsfähig zu bleiben, schlossen sich die Henriettenstiftung, das Annastift und das Friederikenstift 2006 mit ihren Betriebsgesellschaften zur Holding Diakonische Dienste Hannover gGmbH zusammen. 2007 wurde das zur Stiftung gehörende Pflege- und Therapiezentrum in der Fischerstraße nach Hilde Schneider (1916–2008) benannt, die wegen jüdischer Großeltern ihre Diakonissen-Ausbildung 1938 abbrechen musste und 1941 nach der „Aktion Lauterbacher“ in das Ghetto Riga deportiert wurde.

### Gebäude des Mutterhauses

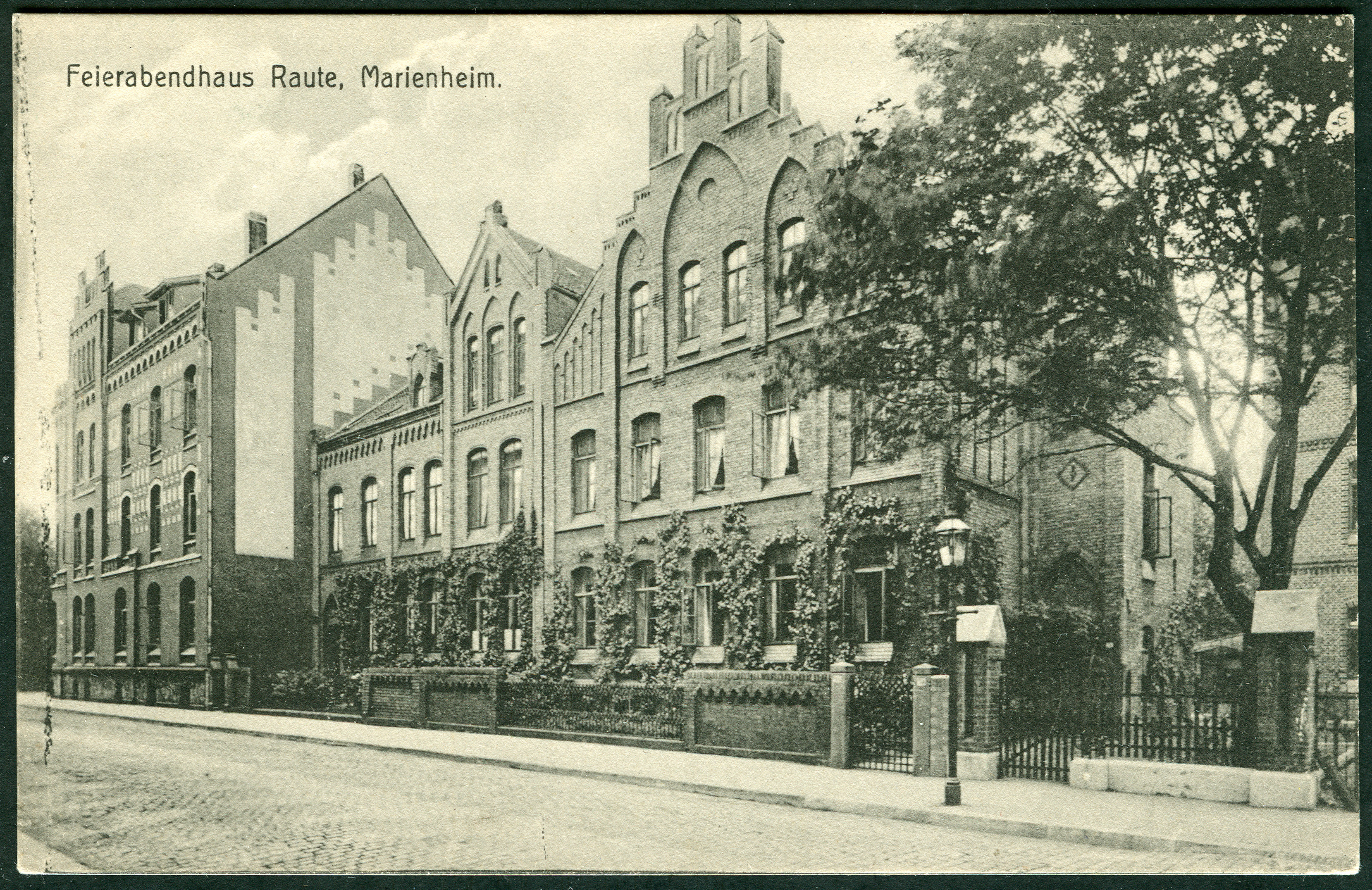
„Feierabendhaus Raute, Marienheim“ in der Rautenstraße der Südstadt;
um 1900 im Lichtdruck vervielfältigte Ansichtskarte, Verlag Heinrich Feesche

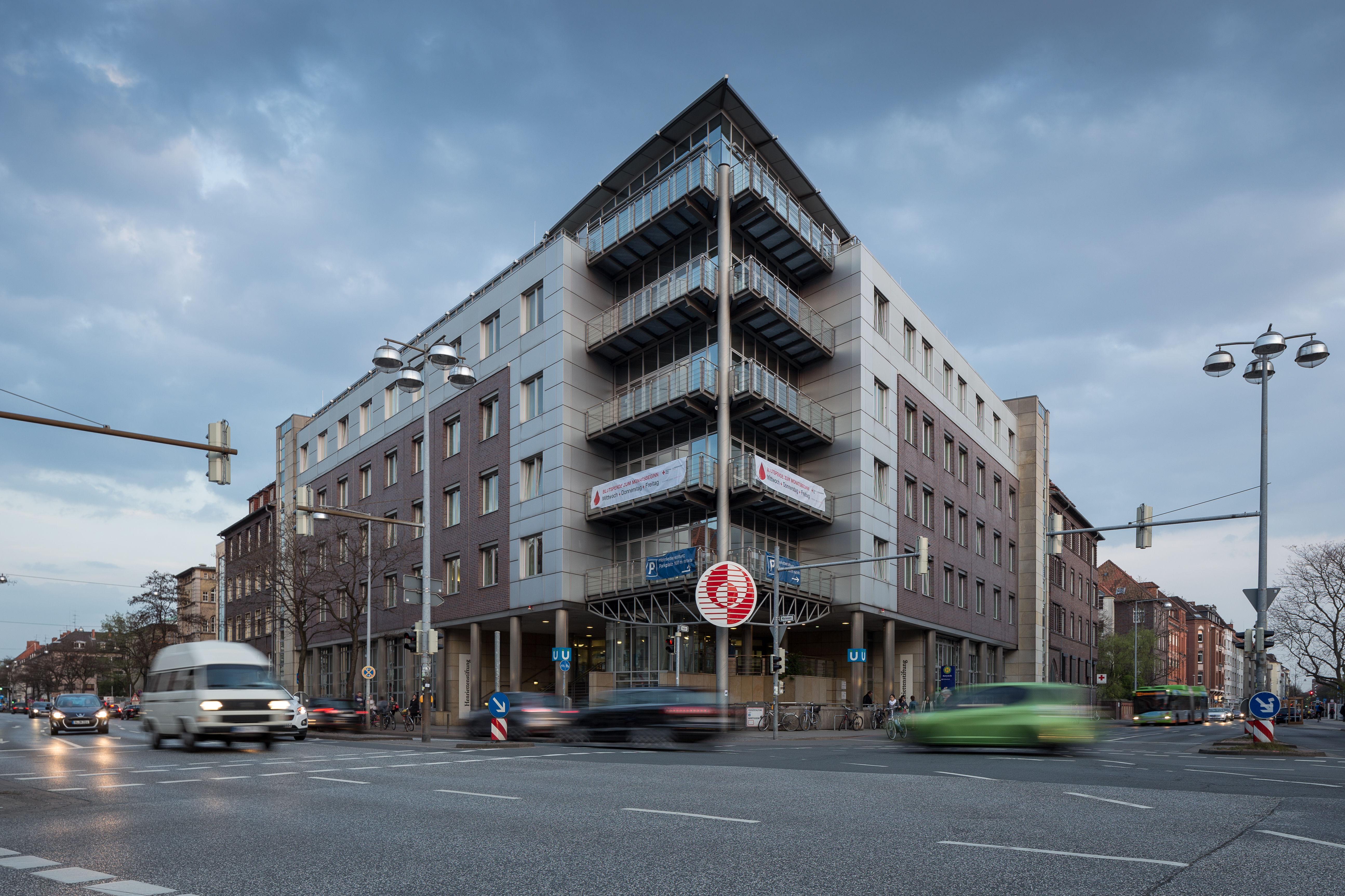
Neubau an der Marienstraße / Ecke Sallstraße von 2002

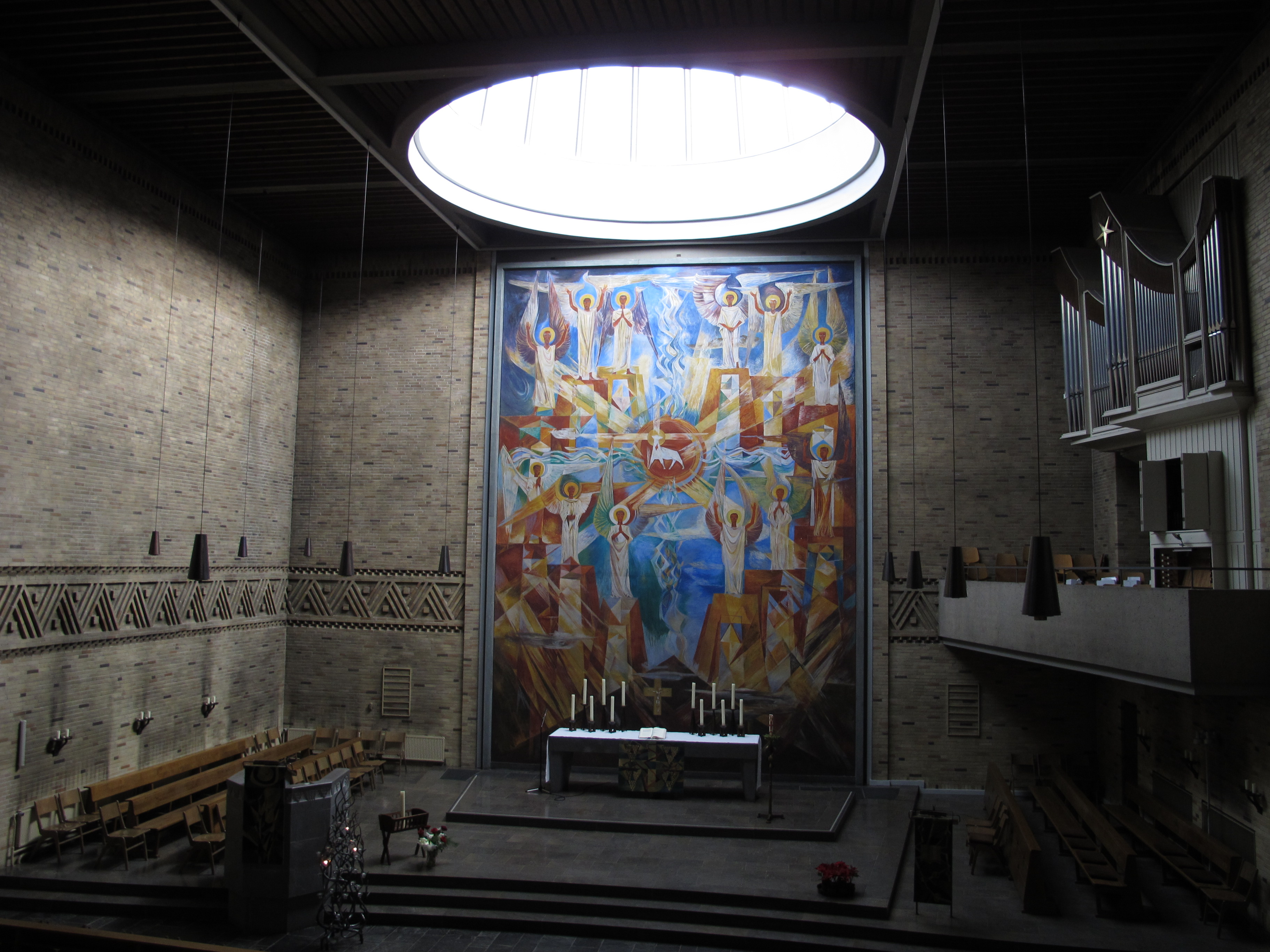
Mutterhauskirche an der Marienstraße. Das Altarbild zeigt das himmlische Jerusalem.

An den Stiftsneubau von 1861 bis 1863 (Architekt: Christian Heinrich Tramm) an der Marienstraße wurde 1884–1886 der Ostflügel zur ehemaligen Henriettenstraße hin angebaut mit Verwaltungs-, Wohn- und Unterrichtsräumen. 1884 bis 1886 entstand auch eine Kirche für die Henriettenstiftung nach Plänen des Architekten Karl Börgemann. 1887 wurde das Feierabendhaus (Rautenstraße 7–9, seit 1908 Haus Hospiz, jetzt Sitz der Krankenhausverwaltung) angekauft. Wegen zunehmender Patientenzahl (mehr als 1.000 jährlich) wurde 1898/1899 der Westflügel errichtet, der ausschließlich der Krankenpflege vorbehalten blieb.
1902 wurden die Leichenkapelle gebaut und das Haus Rautenstraße 35 als Schwesternnähschule angekauft. In derselben Straße entstand 1908 die Kinderstation, die während des Ersten Weltkriegs teilweise als Lazarett diente. Ein neues Schwesternhaus wurde 1926–1928 gebaut und weitere Krankenzimmer geschaffen durch den Ausbau des Gebäudekomplexes zur Sallstraße hin. Bis 1931/1932 wurde der Altbau modernisiert und ausgebaut, mit neuen OP-Abteilungen, Esssaal, Küche und Wäscherei. Für 280 Betten standen 853 Schwestern bereit.
Von 1930 bis 1934 verdoppelten sich die Belegzahlen von 3.534 auf rund 6.000 Patienten jährlich. Während der Luftangriffe auf Hannover im Zweiten Weltkrieg wurden am 8./9. Oktober 1943 zahlreiche Gebäude völlig zerstört, vom Haupthaus blieb nur der Mittelbau unbeschädigt. Vorübergehend musste der Betrieb hier völlig eingestellt werden: Die Chirurgie wurde in das Annastift und die Hannoversche Kinderheilanstalt ausgelagert, die Medizinische Abteilung in Gebäude auf dem Gelände in Kirchrode, während die OP-Säle, die Röntgenabteilung und die gering beschädigten Gebäude wiederhergestellt wurden. Der Wiederaufbau seit 1947 begann mit der Industrieschule. 1950–53 wurde das Krankenhaus um den Altbau neu errichtet. 1954 konnte die Innere Abteilung aus Kirchrode zurückgeführt werden.
Zum hundertjährigen Jubiläum 1960 erhielt das Henriettenstift ein Carillon mit 49 von der Glockengießerei Schilling gegossenen Glocken. Nachdem 1960 mit dem Bau des Mutterhauses der Wiederaufbau abgeschlossen war, wurden von 1962 bis 1984/1985 zahlreiche Umbauten und Modernisierungsmaßnahmen in Auftrag gegeben, die zunächst mit dem Neubau der Eingangshalle an der Marienstraße endeten. Die Gebäudeecke an Marien- und Sallstraße wurde von 1998 bis 2002 ergänzt. Der fünfgeschossige Neubau richtet sich nach den vorhandenen Gebäude- und Straßenfluchten und enthält überwiegend Zimmer für die Patientenpflege. Die Zwei- und Vierbettzimmer weisen alle mit leichter Schrägstellung zu den Straßen. Im Innern des Neubaus entstand ein über 800 m² großer Innenhof, der oberhalb des vierten Geschosses überdacht wird. Vier Baumstützen tragen das Dach.
Im Garten des Krankenhauses steht eine seit 2016 als Naturdenkmal geschützte Blutbuche, deren Alter auf über 270 Jahre geschätzt wird.

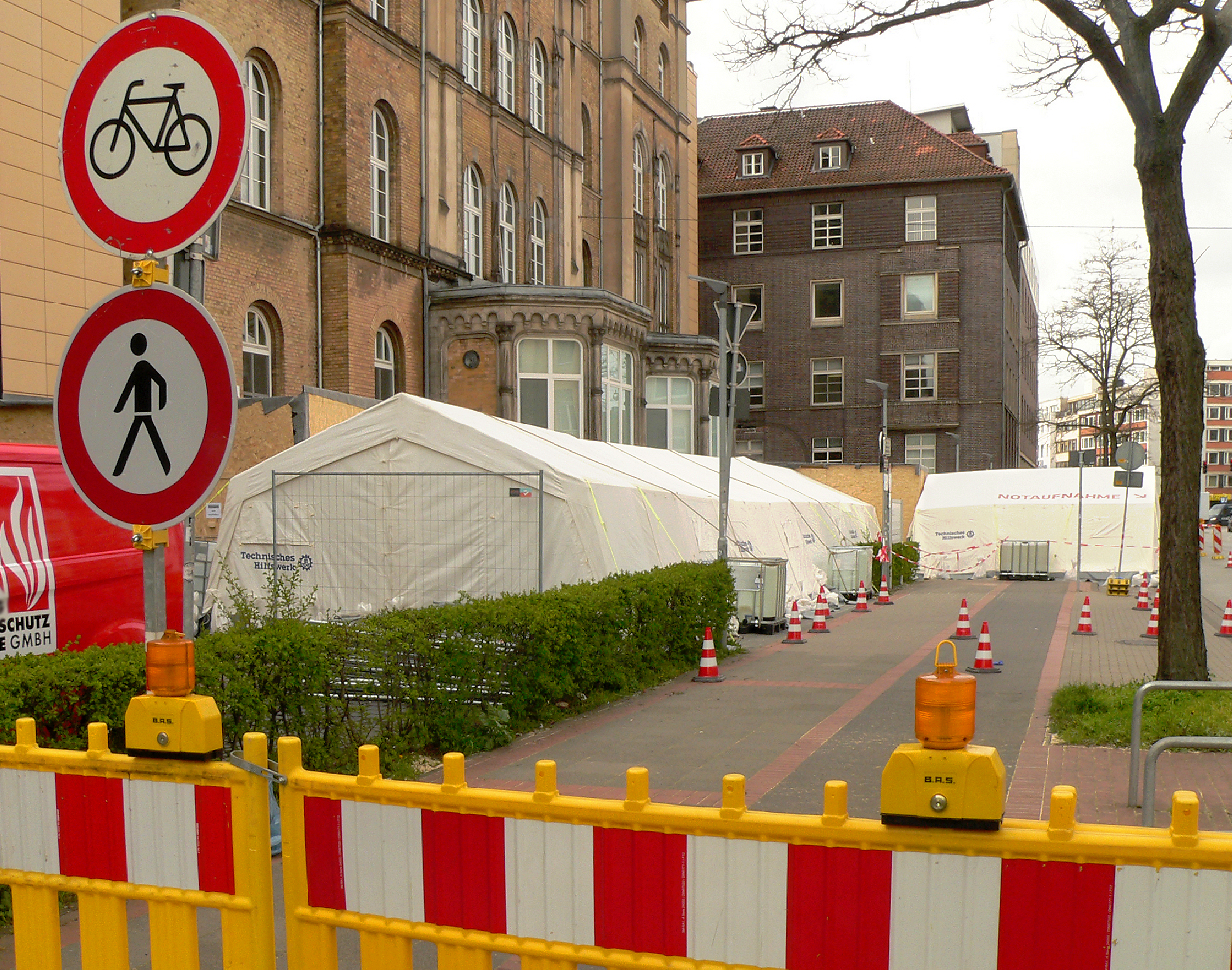
Zelte als erweiterte Notaufnahme zur COVID-19-Pandemie in Deutschland, 2020

Im Frühjahr 2020 während der COVID-19-Pandemie in Niedersachsen rechnete das Krankenhaus mit einem starken Anstieg von Patienten, die sich mit SARS-CoV-2 infiziert hatten. Dazu baute das Technische Hilfswerk vor dem Haupthaus in der Marienstraße Zelte auf, in denen eine vergrößerte Notaufnahme eingerichtet wurde.

## Tagungsort der Landeskirche
In der Regel tagt die Landessynode der Evangelisch-lutherischen Landeskirche Hannovers zweimal jährlich im großen Saal der Henriettenstiftung.

## Leitung

### Vorsteher (1860 bis 2021)
- 1860–1869: Konsistorialrat Gerhard Uhlhorn[7]
- 1869–1905: Pastor Johann Samuel Büttner
- 1906–1913: Pastor Johannes Schwerdtmann
- 1913–1926: Pastor Gustav Lohmann
- 1926–1955: Pastor Otto Meyer
- 1955–1971: Pastor Karl-Friedrich Weber
- 1971–1997: Pastor Wolfgang Helbig (* 1932)
- 1997–2007: Pastor Dieter Zinßer (* 1942)[8] Landessuperintendent a. D.
- 2008–2016: Pastor Volker Milkowski (* 1968)[9][10]
- 2016–2021: Pastor Uwe Mletzko[11]

### Geschäftsführung/Direktorium
- Christian Unzicker (Geschäftsführer)
- Stefan David (Geschäftsführer, Vorsitzender der Geschäftsführung der Diakovere)
- Michael Fantini (Medizinischer Direktor)
- Sabine Mischer (Pflegedirektion)
- Markus Wolf (Kaufmännischer Direktor)

## Schriften (Auswahl)
- Das Henriettenstift, evangelisch-lutherisches Diakonissenhaus Hannover. Sein Werden und Wachsen 1860–1935. Selbstverlag, Hannover 1935.
- Mutterhaus-Diakonie im Umbruch der Zeit. Zur 100-Jahrfeier der Henriettenstiftung Hannover. Selbstverlag, Hannover 1960.
- Helga Darenberg (Hrsg.), Ulrike Tüper (Text): Kunst aus der Stille. Eine Hommage an die Bildweberei der Henriettenstiftung. Hrsg.: Diakonissenmutterhaus der Henriettenstiftung Hannover. Schindelhauer (Druck), Hannover 2005.
- Helga Darenberg (Hrsg.), Susanne Kreutzer, Traudel Weber-Reich: Kultur des Pflegens. Eine Zeitreise durch 145 Jahre Pflegegeschichte der Henriettenstiftung. Begleitbuch zur gleichnamigen Ausstellung, Hrsg.: Diakonissenmutterhaus der Henriettenstiftung Hannover. Schindelhauer (Druck), Hannover 2005.
- Heike Löhr (Hrsg.), Ruth Kuntz-Brunner (Text): Krankenpflege und religiöse Gemeinschaft. Das Beispiel des Diakonissenmutterhauses der Henriettenstiftung in Hannover seit 1944. Bericht über ein interdisziplinäres Forschungsprojekt. Herausgegeben vom Diakonissenmutterhaus der Henriettenstiftung. Thomas Verlag und Druckerei, Leipzig 2010.
- Heike Löhr (Hrsg.), Ulrike Tüper (Text): „Als die Schwester noch mit dem Fahrrad kam ...“ Ein Streifzug durch die Geschichte der ambulanten Pflege. Begleitbuch zur gleichnamigen Ausstellung. Hrsg.: Diakonissenmutterhaus der Henriettenstiftung Hannover. Thomas Verlag und Druckerei, Leipzig 2010.
- Heike Löhr, Volker Milkowski (Hrsg.): Helfen – Pflegen – Begleiten: 150 Jahre Henriettenstiftung. Lutherhaus Verlag, Hannover 2010, ISBN 978-3-7859-1034-4.